# Ivajlovgrad
Ivajlovgrad (búlgaro: Ивайловград) é uma cidade e município da Bulgária, localizada no distrito de Haskovo. A sua população era de 3 756 habitantes segundo estimativa de 2010.

## População
Evolução da população da cidade de Ivajlovgrad:
| Ivajlovgrad | Ivajlovgrad | Ivajlovgrad | Ivajlovgrad | Ivajlovgrad | Ivajlovgrad | Ivajlovgrad | Ivajlovgrad | Ivajlovgrad | Ivajlovgrad | Ivajlovgrad | Ivajlovgrad | Ivajlovgrad | Ivajlovgrad | Ivajlovgrad | Ivajlovgrad | Ivajlovgrad | Ivajlovgrad | Ivajlovgrad | Ivajlovgrad |
| --- | ----------- | ----------- | ----------- | ----------- | ----------- | ----------- | ----------- | ----------- | ----------- | ----------- | ----------- | ----------- | ----------- | ----------- | ----------- | ----------- | ----------- | ----------- | ----------- |
| Ano | 1887        | 1910        | 1934        | 1946        | 1956        | 1965        | 1975        | 1985        | 1992        | 2001        | 2002        | 2003        | 2004        | 2005        | 2006        | 2007        | 2008        | 2009        | 2010        |
| População |             |             |             | 2.409       | 2.907       | 3.012       | 3.896       | 4.791       | 5.239       | 4.420       | 4.360       | 4.204       | 4.129       | 4.057       | 3.996       | 3.959       | 3.885       | 3.824       | 3.756       |
| Fontes: Instituto Nacional de Estatísticas, „citypopulation.de“, „pop-stat.mashke.org“, Bulgarian Academy of Sciences |             |             |             |             |             |             |             |             |             |             |             |             |             |             |             |             |             |             |             |